# Highway 427

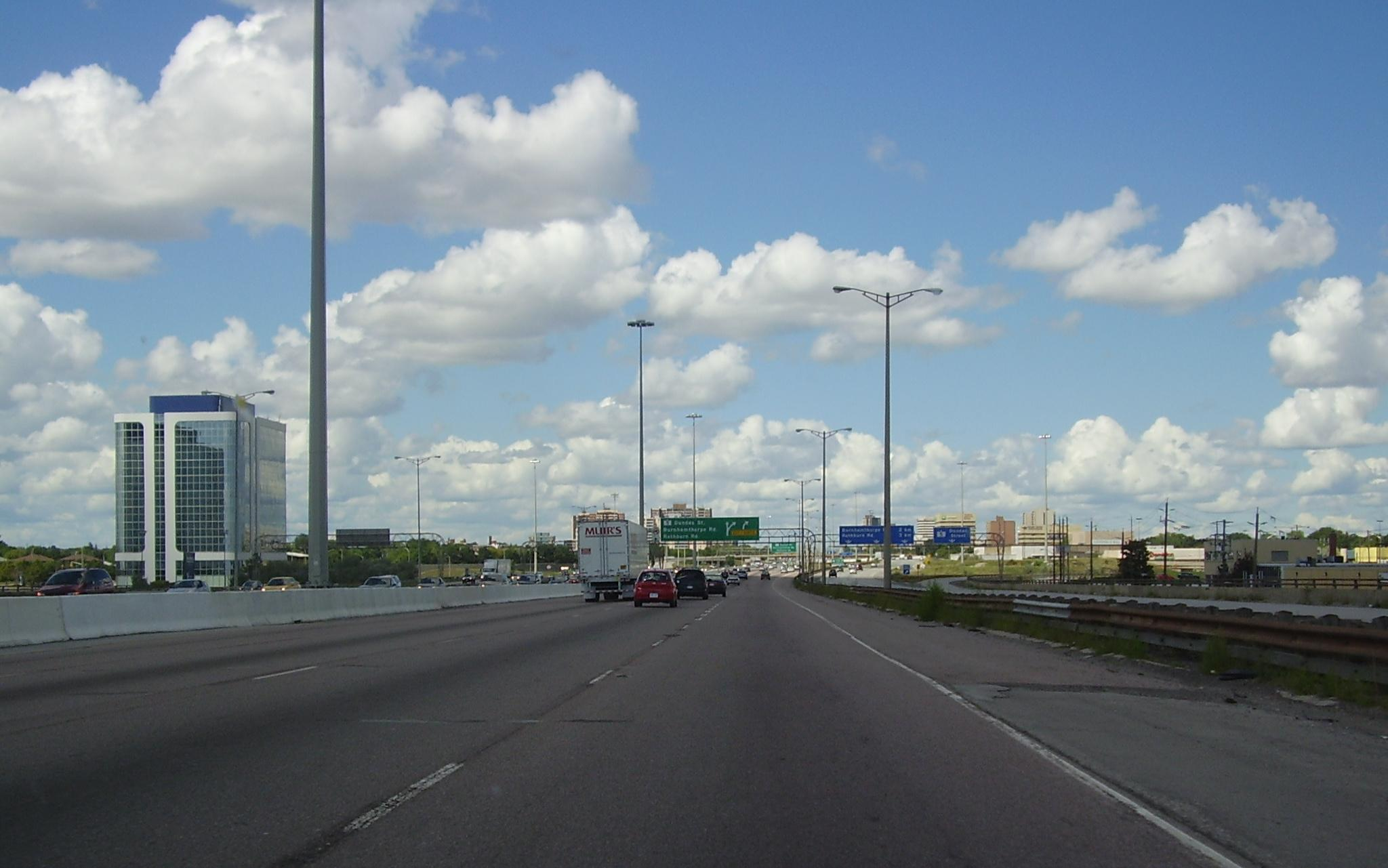
Highway 427

A Highway 427 é uma via expressa que se estende ao longo da região oeste de Toronto, Ontário, Canadá, próximo à fronteira da cidade com Mississauga. É uma rodovia provincial, diretamente administrada pela província de Ontário. Inicia-se na Gardiner Expressway e na Queen Elizabeth Way (QEW), estendendo-se até a Highway 7 na Municipalidade Regional de York, passando pela Via Expressa MacDonald-Cartier. A Highway 427 é a principal rota de acesso das regiões sul e central de Toronto e Mississauga com o Aeroporto Internacional de Toronto, bem como uma rota de acesso primária entre a Queen Elizabeth e a Gardiner com a MacDonald-Cartier.
A Highway 427 é a segunda via expressa mais movimentada de Toronto, e uma das mais movimentadas do mundo, especialmente no trecho entre a QEW/Gardiner com a MacDonald-Cartier e as rampas de acesso ao aeroporto internacional. O trecho entre a QEW/Gardiner e a MacDonald-Cartier possui quatro vias de locomoção, duas por sentido, cada via possuindo 3 ou 4 faixas. Entre a MacDonald-Cartier e o aeroporto, a Highway 427 é reduzida para uma via por sentido, cada uma possuindo cinco faixas cada. Após o aeroporto, o número de faixas por sentido cai para 3 (2 em certas partes da via).